# Odecla
Odeecla è una frazione del comune di Malonno, in media Val Camonica, provincia di Brescia.

## Geografia fisica

### Territorio
Odecla (Odècla) m.770, frazione a SO di Malonno posta sul versante sinistro di Rio Molbena. Potrebbe derivare da un nome personale oppure potrebbe essere la volgarizzazione dell'esclamativo "eccola".

## Origini del nome
Il nome deriva dal dialetto, infatti "de' ca'" cioè "dieci case" (riferito al fatto che un tempo vi erano poche abitazioni) significa "dieci case"...

## Monumenti e luoghi d'interesse

### Architetture religiose
Le chiese di Odecla sono:
- Parrocchiale di S.Bernardo, costruita nel 1757, allungata ed ampliata nel 1959.

## Il paese
Il borgo si trova a 770 metri d'altezza, poco lontano da Malonno, di cui è frazione,e si sviluppa su due strade principali.
Via Odecla, è la strada che da Malonno passa per Odecla e raggiunge poi Moscio,altra frazione;su questa strada si trovano il bar del paese, il piccolo asilo e la chiesa parrocchiale di san bernardo,con adiacenti campo sportivo, piazzetta con fontana e parco giochi.
Via Lambro è invece la strada principale che passa dal centro storico, ricco di poveri edifici rurali e fontane, da via Lambro partono vari vicoletti, tra cui la strada che porta alla verde località Valicella, da cui è possibile raggiungere località Alben,a più di 1600 metri d'altezza.
Da Valicella, seguendo una strada in discesa si raggiunge la località "molini", da cui parte un sentiero che porta al tornante sotto Odecla.

## Società

### Tradizioni e folclore
Gli scütüm sono nei dialetti camuni dei soprannomi o nomiglioli, a volte personali, altre indicanti tratti caratteristici di una comunità. Quello che contraddistingue gli abitanti di Odecla è Spole o Spèle.